# Filin Tuz
Filin Tuz – częściowo zalesiony szczyt o wysokości 256 m n.p.m. w Górach Dynarskich, na terenie Czarnogóry, w miejscowości Zaljevo. Najwyższy wierzchołek grupy Volujica.

## Charakterystyka
Wraz z niewielką grupą innych szczytów Volujicy (m.in. Dugački Vrh - 175 m n.p.m. i Velji Vrh - 182 m n.p.m.) oddziela kotlinę, w której zlokalizowany jest Bar i ujście Željeznicy, od Morza Adriatyckiego. Zbocza od strony wybrzeża morskiego są strome. Istnieje tu kilka małych plaż i zatoka Bigovica.
W północno-zachodnim ramieniu szczytu, bezpośrednio nad morzem, zlokalizowana jest jaskinia Cervina Pečina, do której prowadzi znakowany szlak turystyczny i kilka innych, niewielkich jaskiń. Pod szczytem przeprowadzono za pomocą kanału potok Rikavac.

## Urbanizacja
Chociaż na samym wzgórzu nie ma osad ludzkich, to jednak na północnym wschodzie teren jest mocno zurbanizowany, przede wszystkim przez inwestycje nakierowane na obsługę ruchu turystycznego.